# Libor Foltman
Libor Foltman (* 11. července 1948, Trutnov) je bývalý československý lyžař, sdruženář. Po skončení aktivní kariéry působil jako trenér.

## Lyžařská kariéra
Na XI. ZOH v Sapporu 1972 startoval v severské kombinaci. Závod nedokončil. Na Mistrovství světa v klasickém lyžování 1970 ve Vysokých Tatrách skončil v severské kombinaci na 9. místě. Na Mistrovství světa v klasickém lyžování 1974 ve Falunu skončil v severské kombinaci na 22. místě.